# Ryszard Brzuzy
Ryszard Brzuzy (ur. 2 stycznia 1961 w Bogatyni, zm. 8 grudnia 2021 w Bełchatowie) – polski związkowiec, poseł na Sejm X kadencji.

## Życiorys
Syn Teodora i Józefy. Uzyskał wykształcenie średnie w zawodzie technika elektromontera w Technikum Górniczym w 1983. W 1980 rozpoczął pracę jako elektromonter w Kopalni Węgla Brunatnego Bełchatów. W latach 80. działał w opozycji demokratycznej w Bełchatowie, za co przez trzy miesiące był aresztowany. Był uczestnikiem obrad Okrągłego Stołu.
W 1989 został posłem na Sejm z ramienia Komitetu Obywatelskiego w okręgu bełchatowskim, w trakcie kadencji zasiadał w Komisji Ochrony Środowiska, Zasobów Naturalnych i Leśnictwa. Na koniec kadencji pozostawał posłem niezrzeszonym. Był jednym z liderów związku zawodowego „Sierpień 80” (przewodniczącym komisji zakładowej w KWB Bełchatów) i działaczem Polskiej Partii Pracy. W 2001 kandydował do Sejmu z listy Alternatywy Ruch Społeczny, a następnie w wyborach do Parlamentu Europejskiego w 2004, w wyborach parlamentarnych w 2005, w wyborach samorządowych w 2006 oraz w przedterminowych wyborach parlamentarnych w 2007 w z listy PPP.
Został pochowany na cmentarzu komunalnym w Bełchatowie.

## Odznaczenia
W 2021 odznaczony Krzyżem Oficerskim Orderu Odrodzenia Polski oraz Krzyżem Wolności i Solidarności.